# Sophie Scott (Sängerin)

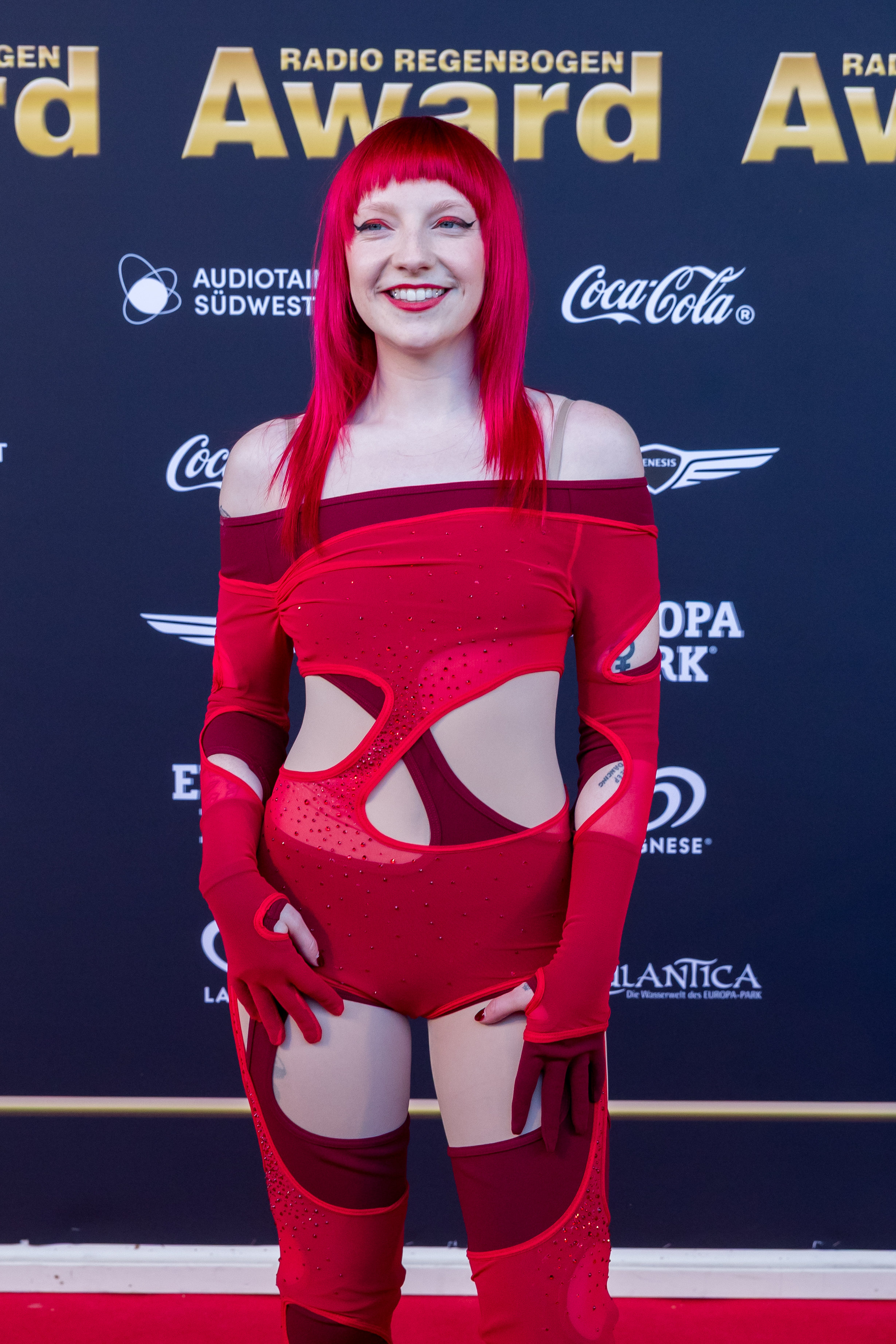
Sophie Scott beim Radio Regenbogen Award 2025

Sophie Louise Scott (* 1996 in Staines-upon-Thames) ist eine britische Sängerin, Songwriterin und Musikerin. Sie tritt seit 2015 unter dem Künstlernamen Sophie and the Giants auf, zunächst als Bandprojekt, später jedoch als Solokünstlerin. Scott erlangte internationale Bekanntheit durch ihre Zusammenarbeit mit dem deutschen DJ Purple Disco Machine. Ihre gemeinsamen Lieder Hypnotized (2020), In the Dark (2022) und Paradise (2023) wurden europaweit kommerziell erfolgreich und mehrfach ausgezeichnet.

## Musikalischer Werdegang
Scott wuchs in Surrey auf und begann im Alter von acht Jahren mit dem Schreiben eigener Lieder. Nach dem Abschluss der Schule zog sie nach Guildford, wo sie Gesang und Musikproduktion am College studierte. Die intensive Beschäftigung mit Musiktheorie, Studiotechnik und Live-Performance bildete die Grundlage für ihre spätere Karriere in der Popmusik.
2015 begann Scott, unter dem Namen Sophie and the Giants aufzutreten. Zunächst als Bandprojekt gedacht, entwickelte sich das Projekt später zu einem Soloprojekt mit Scott als Hauptkünstlerin. Die Band zog nach Sheffield und veröffentlichte 2018 die Debüt-EP Adolescence. 
2019 wurde Scott mit der Single The Light bekannt, die sowohl im Trailer zum Videospiel GRID als auch in einer Vodafone-Werbung verwendet wurde.
Ab 2020 arbeitete Scott regelmäßig mit dem deutschen DJ Purple Disco Machine zusammen. Der gemeinsame Song Hypnotized, stark von Italo Disco inspiriert, entwickelte sich zu einem europaweiten Hit. In Italien wurde die Single mit fünffach Platin, in Frankreich mit Diamant ausgezeichnet.
Weitere gemeinsame Singles wie In the Dark (2022) und Paradise (2023) konnten an diesen Erfolg anknüpfen. Parallel arbeitete Scott mit Künstlern wie Benny Benassi (Golden Nights) und Mearsy zusammen. Ihr Stil lässt sich zwischen Elektropop, Indiepop und Synthpop verorten.
Im Jahr 2023 sprach Scott in einem Interview mit The Line of Best Fit über ihre künstlerische Weiterentwicklung. Sie erläuterte, dass sich das Musikprojekt Sophie and the Giants zunehmend zu einem Projekt entwickelt habe, das vor allem von ihr getragen wird, und hob die zunehmende Selbstständigkeit im kreativen Prozess hervor. Scott betonte, dass ihr musikalischer Fokus auf eingängigen, emotional aufgeladenen Popkompositionen liege und dass die künstlerische Kontrolle sowohl im Studio als auch auf der Bühne für sie von zentraler Bedeutung sei.
Im August 2024 wurde Scott als neues Mitglied des Künstler Kollektivs Loud LDN bekannt gegeben.

## Diskografie
Siehe auch: Sophie and the Giants#Diskografie